# قهوة وسجائر
قهوة وسجائر هو فيلم من نوع كوميديا أُصدر في 5 سبتمبر 2003. الفيلم من توزيع يونايتد آرتيست، وهو من إخراج وسيناريو جيم جارموش.

## طاقم التمثيل
- ستيف بوشيمي
- إسحاق دو بانكولي
- E.J. Rodriguez  [لغات أخرى]‏
- تايلور ميد
- إيغي بوب
- توم وايتس
- ستيفن رايت
- روبيرتو بينيني
- جاك وايت
- اليكس ديسكاس
- بيل موري
- ألفريد مولينا
- ستيف كوجان
- Joseph Rigano [الإنجليزية]‏
- جزا
- الاراضي الخمسه لي
- فيني فيلا
- جوي لي
- روبرت فيتزجيرالد ديغز
- ميج وايت
- وليام رايس
- رينيه فرينش [الإنجليزية]‏
- كيت بلانشيت

## الإنتاج
موسيقى الفيلم التصويرية كانت من تأليف إيغي بوب.

## الاستقبال

### الميزانية والإيرادات
بلغت إيرادات الفيلم 7,929,307 دولار أمريكي.

## وصلات خارجية
- قهوة وسجائر على موقع IMDb (الإنجليزية)
- قهوة وسجائر على موقع ميتاكريتيك (الإنجليزية)
- قهوة وسجائر على موقع الموسوعة البريطانية (الإنجليزية)
- قهوة وسجائر على موقع روتن توميتوز (الإنجليزية)
- قهوة وسجائر على موقع نتفليكس (الإنجليزية)
- قهوة وسجائر على موقع قاعدة بيانات الأفلام العربية
- قهوة وسجائر على موقع ألو سيني (الفرنسية)
- قهوة وسجائر على موقع Turner Classic Movies (الإنجليزية)
- قهوة وسجائر على موقع أول موفي (الإنجليزية)
- قهوة وسجائر على موقع بوكس أوفيس موجو (الإنجليزية)